# Anna Szwedyczka
Anna Szwedyczka (zm. 12 marca 1678 w Lublinie) – jedyna domniemana czarownica skazana w Lublinie na spalenie żywcem na stosie. Do jej historii nawiązuje sztuka Klątwy w reżyserii Marcina Libery .

## Proces
Szwedyczka pochodziła ze Starej Soli. W marcu 1678 została postawiona przed sądem pod zarzutem czarów. Jej sprawę rozpatrywał Trybunał Koronny w Lublinie, ale na jego zlecenie częścią czynności procesowych (m.in. przeprowadzeniem tortur) zajmował się lubelski sąd miejski (wójtowsko‑ławniczy) pod przewodnictwem wójta Jana Rafanga. Oskarżenie przeciwko kobiecie wniósł podczaszy dobrzyński Karol Gołuchowski herbu Leliwa, który posądzał ją o nasłanie diabłów na swoją żonę.
W czasie procesu Szwedyczkę przetrzymywano w podziemiach lubelskiego ratusza. Początkowo nie przyznawała się do winy. Poddana 9 marca torturom przyznała, że od lat zajmowała się zarówno lecznictwem (potrafiła uleczyć m.in. epilepsję), jak i czarami. Miała też na swoich usługach młodego diabła, który nosił imię Iwan, i odwiedzał ją nawet w więzieniu. 

Fragment zeznań Szwedyczki.
Dziecięciu dawała[m] piwoniowe ziarnka i jeleni rok [róg], Józefa krawca gospodarza ichmościów panien zakonnych sandomierskich. [...] dół dlatego wykopała[m] żebym się była żywcem zakopała w gnój, dlategom się zakopała żebym zginęła [...]. Kurzy co przede mną siedzieli na wozie, kiedy mnie wieziono do Starej Soli byli to czarci i przemieniały się w ptaszki. [...] że mi diabeł pomógł dołu kopać, żebym się była żywo zadusiła [...].

Trzykrotnie rozciągana i przypalana ogniem Szwedyczka potwierdziła, że diabła na panią Gołuchowską nasłała z polecenia szlachcica Bireckiego, od którego miała otrzymać za to 10 złotych. W ten sam sposób uśmierciła także zmarłego niedawno wójta lubelskiego (żeby pomarł, żebym od niego miała pokój, żeby go udusił o godzinie wtórej z południa na ratuszu w izbie sądowej). Opowiedziała również o kilku innych czarownicach, z którymi spotykała się na sabatach na Łysej Górze w pobliżu Starej Soli. Były wśród nich mieszczka Kruszyńska z Sambora, Lisia z Bilicu, Łysa ze Stychoi oraz Szeptycka, zajmująca się m.in. odnajdywaniem zaginionych i skradzionych przedmiotów. Ona także miała utrzymywać własnego diabła (o imieniu Hawryło). Czarami zajmowała się ponoć też siostrzenica Szeptyckiej, Anna Miklaszewska, oraz żona Bireckiego, Gabriela. 
Sąd skazał Szwedyczkę na karę śmierci przez spalenie żywcem na stosie. Tuż przed egzekucją kobieta zaprzeczyła, aby Birecki z żoną mieli cokolwiek wspólnego ze śmiercią pani Gołuchowskiej. Odwołała też część zeznań dotyczących powołanych przez nią podczas przesłuchania kobiet. Wyrok wykonano w Lublinie 12 marca 1678, prawdopodobnie na miejscu straceń za miastem. Była to najsurowsza kara nałożona na domniemaną czarownicę spośród wszystkich znanych wyroków w sprawach o czary rozpatrywanych przez lubelski wymiar sprawiedliwości.

## Źródła i literatura
Oryginalne protokoły z procesu Szwedyczki przechowywane są w Archiwum Państwowym w Lublinie (Akta miasta Lublina, sygn. 144, k. 35–37), a ich odpisy wydała drukiem w 1947 Mirosława Dąbrowska‑Zakrzewska (Zakrzewska-Dubasowa). O sprawie tej pisała też w 2019 Magdalena Kowalska-Cichy w książce Magia i procesy o czary w staropolskim Lublinie. Wspominał o niej również pisarz Zbigniew Włodzimierz Fronczek w swojej pracy Z toporem przez wieki. Legendy, podania, sensacje Lubelszczyzny i Podlasia. Według niego Szwedyczka miała nasłać diabła na mieszkańców podlubelskich wiosek, a w jej procesie przesłuchano licznych świadków. Zachowane dokumenty nie potwierdzają jednak tych informacji (m.in. nie zawierają żadnych protokołów z zeznaniami świadków).

## Nawiązania w kulturze
Historię skazanej za czary kobiety przypomnieli twórcy spektaklu Klątwy według dramatu Klątwa Stanisława Wyspiańskiego, który miał swoją premierę 14 stycznia 2017 na deskach Teatru im. J. Osterwy w Lublinie . Tekst do niego napisał Artur Pałyga, a przedstawienie wyreżyserował Marcin Liber. W rolę Szwedyczki wcieliła się Jowita Stępniak . 
Rekonstrukcja procesu i egzekucji Szwedyczki pojawiała się w drugiej części spektaklu. Widzowie mogli oglądać wówczas, jak do stojącej pośrodku wyrysowanego kredą pentagramu kobiety jej prześladowcy wykrzykują oskarżenia i wyroki w imię Boga, Honoru, Ojczyzny i… piekła . Po przesłuchaniu bohaterkę wprowadzano na szczyt ułożonego z beczek stosu, który po chwili oblewano benzyną. Następnie jeden z aktorów biegał wśród widzów krzycząc i próbując namówić ich do podpalenia stosu . Napięcie w kluczowych momentach przedstawienia budowały też inne sceny, m.in. te ukazujące relacje Szwedyczki z Księdzem (granym przez Krzysztofa Olchawę) .